# Tiểu Ngư Nhi và Hoa Vô Khuyết
Tiểu Ngư Nhi và Hoa Vô Khuyết là một bộ phim truyền hình của Hồng Kông-Trung Quốc do Vương Tinh làm đạo diễn, có sự tham gia diễn xuất của Trương Vệ Kiện, Tạ Đình Phong, Phạm Băng Băng và Viên Tuyền. Bộ phim được chuyển thể từ tiểu thuyết Giang hồ thập ác của Cổ Long. Phim lần đầu được phát sóng vào năm 2005 tại Trung Hoa đại lục.

## Phân vai

### Ác nhân cốc
| Diễn viên       | Vai diễn         | Quan hệ/biệt hiệu                                                                                                  | Lồng tiếng Quảng Đông | Lồng tiếng Quan thoại |
| Trương Vệ Kiện  | Tiểu Ngư Nhi     | Nguyên danh Giang Tiểu Ngư, huynh đệ của Hoa Vô Khuyết, nghĩa huynh của Thiết Tâm Lan, trượng phu của Tiểu Tiên Nữ | Giữ nguyên            | Vu Chính Xương        |
| Từ Cẩm Giang    | Ác Thông Thiên   | đồ đệ của Tiểu Ngư Nhi                                                                                             | Giữ nguyên            | Lục Kiến Nghệ         |
| Ngô Khánh Triết | Yến Nam Thiên    | Thiên hạ đệ nhất kiếm, nhân nghĩa kiếm khách, bị hôn mê trong hai thập niên, đến tập 37 khôi phục ký ức            |                       | Trương Chấn           |
| Trình Tư Hàn    | Lý Đại Chùy      | Một trong thập đại ác nhân, sư phụ của Tiểu Ngư Nhi, đến tập 43 bị Giang Ngọc Yến sát hại                          |                       | Lôi Uy Viễn           |
| Tùy Vĩnh Thanh  | Đồ Kiều Kiều     | Một trong thập đại ác nhân, sư phụ của Tiểu Ngư Nhi, đến tập 43 bị Giang Ngọc Yến sát hại                          |                       | Từ Hiểu Thanh         |
| Bạch Ngọc       | Âm Cửu U         | Một trong thập đại ác nhân, sư phụ của Tiểu Ngư Nhi, đến tập 30 bị Lưu Hủ sát hại                                  |                       |                       |
| Tôn Giao Long   | Đỗ Sát           | Một trong thập đại ác nhân, sư phụ của Tiểu Ngư Nhi, đến tập 30 bị Lưu Hủ sát hại                                  |                       | Lục Quỹ               |
| Cáp Cáp         | Cáp Cáp Nhi      | Một trong thập đại ác nhân, sư phụ của Tiểu Ngư Nhi, đến tập 30 bị Lưu Hủ sát hại                                  |                       | Điền Ba               |
| Trương Song Lợi | Thường Bách Thảo | Quỷ y, chồng của Tô Như Thị, cha của Tô Anh                                                                        |                       |                       |
| Tô Như Thị      | Lưu Hồng Mai     | Vợ của Thường Bách Thảo, mẹ của Tô Anh                                                                             |                       | Lâm Lan               |
| Viên Tuyền      | Tô Anh           | nghĩa muội của Tiểu Ngư Nhi, con gái của Thường Bách Thảo và Tô Như Thị                                            | Phương Thục Nghi      | Kim Nhạn              |

### Di Hoa cung
| Diễn viên       | Vai diễn            | Biệt hiệu/Quan hệ | Lồng tiếng Quảng Đông | Lồng tiếng Quan thoại |
| Tạ Đình Phong   | Hoa Vô Khuyết       | Biệt danh Lão Hoa, huynh đệ của Tiểu Ngư Nhi, trượng phu của Thiết Tâm Lan, từng là đồ đệ của Giang Ngọc Yến và Tháp Tạp Công Chủ               | Hà Vĩ Thành           | Khương Quảng Đào      |
| Tôn Phi Phi     | Hoa Nguyệt Nô       | Mẹ của Tiểu Ngư Nhi và Hoa Vô Khuyết, vợ của Giang Phong, từng là tỳ nữ của Di Hoa cung, bị Yêu Nguyệt sát hại ở tập 3                          |                       | Lâm Lan               |
| Vệ Hoa          | Hoa Tinh Nô         | Tỳ nữ của Di Hoa cung |                       | Kỷ Nguyên             |
| Hoàng Hạo Nhiên | Giang Phong         | Ngọc diện kiếm khách, bằng hữu của Yến Nam Thiên, cha của Tiểu Ngư Nhi và Hoa Vô Khuyết, chồng của Hoa Nguyệt Nô, bị Yêu Nguyệt sát hại ở tập 3 | Trần Quán Hoành       | Nghiêm Minh           |
| Khổng Lâm       | Yêu Nguyệt cung chủ | Người đứng sau âm mưu gây nên mối thù giữa Tiểu Ngư Nhi và Hoa Vô Khuyết, chủ nhân của Di Hoa cung, chị của Liên Tinh                           |                       | Kim Nhạn              |
| Nghê Cảnh Dương | Liên Tinh cung chủ  | chủ nhân Di Hoa cung, em gái của Yêu Nguyệt | Trần An Oánh          | Trương Lệ Mẫn         |

### Nhà Mộ Dung
| Diễn viên       | Vai diễn                  | Biệt hiệu/Quan hệ                                            | Lồng tiếng Quảng Đông | Lồng tiếng Quan thoại |
| Triệu Tiểu Nhuệ | Mộ Dung vô địch           | Cha của Tiểu Tiên Nữ, đến tập 18 bị Lưu Hỷ sát hại           |                       | Trình Dần             |
| Chiêm Kim Tuyền | Mộ Dung Trung             | Huynh trưởng của Tiểu Tiên Nữ, đến tập 21 bị Lưu Hỷ hại chết |                       |                       |
| Hứa Mẫn         | Mộ Dung Chính             | Huynh trưởng của Tiểu Tiên Nữ, đến tập 21 bị Lưu Hỷ hại chết |                       |                       |
| Châu Yến        | Mộ Dung Thục              | cô của Tiểu Tiên Nữ, đến tập 22 bị Lưu Hỷ hại chết           | Phương Thục Nghi      | Lý Thế Vinh           |
| Bách Tuyết      | Mộ Dung Tiên Tiểu Tiên Nữ | thê tử của Giang Tiểu Ngư                                    | Lưu Huệ Vân           | Kỷ Nguyên             |

### Nhà họ Thiết
| Diễn viên      | Vai diễn      | Quan hệ/Biệt hiệu                                                                                                  | Lồng tiếng Quảng Đông | Lồng tiếng Quan thoại |
| Phạm Băng Băng | Thiết Tâm Lan | Con gái Thiết Như Vân, nghĩa muội của Tiểu Ngư Nhi, thê tử của Hoa Vô Khuyết, đến tập 42 bị Giang Ngọc Yến sát hại | Trương Tuyết Nghi     | Lý Thế Vinh           |
| Lý Chấn Khởi   | Thiết Như Vân | ngoại hiệu: cuồng sư Thiết Như Vân, võ lâm minh chủ, đến tập 22 bị Lưu Hỷ hại chết                                 |                       |                       |

## Phát sóng
| Vùng              | Kênh            | Ngày                            | Giờ                     |
| ----------------- | --------------- | ------------------------------- | ----------------------- |
| Trung Hoa đại lục |                 | 2005                            |                         |
| Đài Loan          | Gala Television | 2005                            |                         |
| Hồng Kông         | ATV             | 8 tháng 8 - 30 tháng 9 năm 2005 | 22:00 - 23:00 hàng tuần |

## Các bản nhạc hiệu thay thế
- Ly biệt tửu (離別酒), bản nhạc hiệu mở đầu của phim tại Đài Loan, do Nữu Đại Khả thể hiện.
- Một na ma ái tha (沒那麼愛他), bản nhạc hiệu kết phim tại Đài Loan, thể hiện bởi Phạm Vĩ Kỳ.